# Disphysema candezei
Disphysema candezei là một loài bọ cánh cứng trong họ Bọ hung (Scarabaeidae).